# Yu-Gi-Oh! VRAINS
Yu-Gi-Oh! VRAINS (遊☆戯☆王VRAINS（ヴレインズ） Yū-Gi-Ō Vureinzu?) es la sexta serie de anime de Yu-Gi-Oh!, siendo el quinto spin-off de la franquicia. La serie se emitió en Japón por TV Tokyo del 10 de mayo de 2017 al 25 de septiembre de 2019. Fue transmitida simultáneamente fuera de Asia por Crunchyroll cortesía de Konami Cross Media NY . Se estrenó posteriormente en Pluto TV en Estados Unidos y Latinoamérica con doblajes al inglés, español y portugués. La serie se centra en el joven Yusaku Fujiki y se desarrolla en un entorno de instituto de secundaria. La serie gira en los duelos del juego de cartas coleccionables homónimo, esta vez incluyendo realidad virtual y aerotablas futuristas.
La serie fue reemplazada por Yu-Gi-Oh! Sevens , que se estrenó en Japón el 4 de abril de 2020.

## Sinopsis
La serie nos introduce a los Duelistas Carisma que utilizan la realidad virtual y tienen un estilo de vida similar a los YouTubers. El eslogan de la serie es: "¡Demos un paso adelante e intentémoslo!" El monstruo estrella del Deck de Yusaku será "Firewall Dragon". Además, una criatura misteriosa le seguirá. Posteriormente, la criatura es una inteligencia artificial llamada Ignis.
Yusaku Fujiki es un estudiante de secundaria al que no le gusta estar entre multitudes. En su tiempo libre actúa como un hacker que resuelve misterios, pero debido a ciertas circunstancias se ve obligado a tener un Duelo de Monstruos. En Link VRAINS se lo conoce como Playmaker
Cuando Yusaku batalla en un espacio de realidad virtual (llamada Link VRAINS) cambiará el color de su pelo y su vestimenta.

## Producción
Yu-Gi-Oh! VRAINS se anunció por primera vez el 16 de diciembre de 2016.  Comenzó a transmitirse en TV Tokyo en Japón el 10 de mayo de 2017.  La serie está dirigida por Masahiro Hosoda en Studio Gallop con guion de Shin Yoshida y diseño de personajes de Ken'ichi Hara. Sería la última serie de anime de la franquicia animada por Gallop; Bridge animaría futuras entregas comenzando con Yu-Gi-Oh! Siete . La serie terminó el 25 de septiembre de 2019. 
La serie fue transmitida simultáneamente con subtítulos en múltiples idiomas fuera de Asia por Crunchyroll . Esto la convierte en la primera serie de la franquicia Yu-Gi-Oh! en recibir una transmisión oficial simultánea junto con su transmisión japonesa. 
En noviembre de 2020, Cinedigm anunció que el servicio de streaming Pluto TV se había asegurado los derechos exclusivos de VRAINS en múltiples territorios, incluidos Estados Unidos y América Latina . Pluto TV lanzaría un canal dedicado a Yu-Gi-Oh!, que incluye episodios de todo Yu-Gi-Oh! Duel Monsters , incluido VRAINS , disponible en inglés y doblada en varios idiomas. 

## Juego de cartas coleccionable
Yu-Gi-Oh! VRAINS introdujo nuevas mecánicas al juego de cartas de Yu-Gi-Oh!, entre ellas la Invocación por Enlace.